# Nordfyns Kommune
Nordfyns Kommune ist eine dänische Kommune im Norden der Insel Fünen. Sie entstand am 1. Januar 2007 im Zuge der Kommunalreform durch Vereinigung der bisherigen Kommunen Søndersø, Otterup und Bogense im Fyns Amt.
Nordfyns Kommune besitzt eine Gesamtbevölkerung von 29.726 Einwohnern (Stand 1. Januar 2023) und eine Fläche von 452,30 km². Sie ist Teil der Region Syddanmark, Sitz der Verwaltung ist in Bogense.

## Kirchspielsgemeinden und Ortschaften in der Kommune
Auf dem Gemeindegebiet liegen die folgenden Kirchspielsgemeinden (dän.: Sogn) und Ortschaften mit über 200 Einwohnern (byer nach Definition der dänischen Statistikbehörde); Einwohnerzahl am 1. Januar 2023, bei einer eingetragenen Einwohnerzahl von Null hatte der Ort in der Vergangenheit mehr als 200 Einwohner:
| Nr. | Kirchspiel          | Einwohner | Ortschaft       | Einwohner |
| --- | ------------------- | --------- | --------------- | --------- |
| 14  | Bederslev Sogn      | 196       |                 |           |
| 03  | Bogense Sogn        | 4.087     | Bogense         | 4074      |
| 10  | Ejlby Sogn          | 126       |                 |           |
| 05  | Grindløse Sogn      | 294       |                 |           |
| 09  | Guldbjerg Sogn      | 171       |                 |           |
| 19  | Hjadstrup Sogn      | 776       | Kappendrup      | 256       |
| 16  | Hårslev Sogn        | 1.228     | Gamby Hårslev   | < 200 339 |
| 01  | Klinte Sogn         | 334       |                 |           |
| 02  | Krogsbølle Sogn     | 1.004     |                 |           |
| 25  | Lunde Sogn          | 561       | Lunde           | 346       |
| 11  | Melby Sogn          | 194       |                 |           |
| 15  | Norup Sogn          | 917       |                 |           |
| 12  | Nørre Højrup Sogn   | 153       |                 |           |
| 06  | Nørre Næraa Sogn    | 414       |                 |           |
| 04  | Nørre Sandager Sogn | 223       |                 |           |
| 07  | Ore Sogn            | 605       |                 |           |
| 20  | Otterup Sogn        | 5.257     | Otterup         | 5258      |
| 18  | Skamby Sogn         | 808       | Skamby          | 446       |
| 21  | Skeby Sogn          | 766       | Klintebjerg     | < 200     |
| 08  | Skovby Sogn         | 948       |                 |           |
| 17  | Særslev Sogn        | 1.291     | Særslev         | 823       |
| 24  | Søndersø Sogn       | 3.708     | Søndersø        | 3291      |
| 13  | Uggerslev Sogn      | 600       | Uggerslev       | 354       |
| 22  | Veflinge Sogn       | 1.227     | Veflinge        | 874       |
| 23  | Vigerslev Sogn      | 3.030     | Bredbjerg Morud | 200 1996  |
| 26  | Østrup Sogn         | 474       | Østrup          | 262       |

1. 1 2  Klintebjerg hatte 2007 erstmals weniger als 200 Einwohner, Gamby erstmals 2011.
2. ↑  Bredbjerg liegt zu einem kleinen Teil auf dem Gebiet der Odense Kommune.

## Partnerstädte
Die Nordfyns Kommune unterhält folgende Städtepartnerschaften:
- Norwegen: Svelvik
- Schweden: Vadstena
- Island: Vesturbyggð
- Finnland: Naantali